# Reichshoffen
Reichshoffen é uma comuna francesa na região administrativa de Grande Leste, no departamento Baixo Reno. Estende-se por uma área de 17,62 km². Em 2010 a comuna tinha 5 483 habitantes (densidade: 311,2 hab./km²).